# Timothy Good
Timothy Good (sinh năm 1942) là một tác giả người Anh viết về UFO. Những cuốn sách của ông bao gồm Above Top Secret: The Worldwide U.F.O. Cover-up (1987), Alien Liaison (1991) và Beyond Top Secret (1996), tất cả đều được xuất bản bởi Sidgwick & Jackson. Good đã nhiều lần xuất hiện trên truyền hình và phim tài liệu. Giới phê bình đều thách thức độ tin cậy của các tác phẩm của ông. Good được sinh ra ở Luân Đôn. Ông cũng có một sự nghiệp là một nghệ sĩ violon.

## UFO
Good là một tác giả người Anh về UFOs. Năm 1987, người ta đưa tin trên tờ The Observer rằng ông là "nhà nghiên cứu UFO hàng đầu của Anh".
Từ cuốn sách năm 1987 của ông, Above Top Secret: The Worldwide U.F.O. Cover-up, ông từng tham gia vào việc xuất bản ban đầu các tài liệu của Majestic 12 có chủ ý; về sau, theo nhà điều tra hoài nghi Philip J. Klass, Good đã đặt câu hỏi về tính xác thực của ít nhất một số tài liệu này. Năm 2007, CIA đã trích dẫn Above Top Secret là một trong những nguồn tài liệu đóng góp cho "ý tưởng rằng CIA đã bí mật che giấu nghiên cứu của cơ quan này về UFO".
Năm 2012, Good được mời phỏng vấn trên chương trình Frank Skinner's Opinionated của BBC.
Vào tháng 5 năm 2019, Tom DeLonge của Blink-182 đã ghi nhận những cuốn sách của Good bằng "đôi mắt rộng mở của ông" vào UFO, dẫn đến quá trình phát triển To The Stars của DeLonge.

## Chỉ trích
Martin Bridgstock, trong một bài đánh giá viết về Above Top Secret: The Worldwide U.F.O. Cover-up cho The Skeptic vào năm 1989, đã xác định hai trong số những ý tưởng trung tâm của cuốn sách; rằng "Vật thể bay không xác định (UFO) tồn tại và là tàu vũ trụ từ thế giới khác" và "có sự che đậy toàn cầu về UFO, với các cơ quan an ninh đang tìm cách lấp liếm bằng chứng". Bridgstock kết luận rằng cuốn sách này "không phải là một cuộc khảo sát rõ ràng, nghiêm ngặt về bằng chứng cho UFO. Đó là một tập sách mang đậm tính bút chiến, dường như được dành cho việc tạo ra hoàn cảnh cho UFO, và một vụ che đậy, dường như có sức thuyết phục nhất có thể. Tuy nhiên, việc xem xét các luận điểm được đưa ra trong cuốn sách và kiểm tra một vài trường hợp bằng các nguồn tài liệu khác, dường như cho thấy rằng cuốn sách này không đáng tin cậy và phần kết luận của nó không thể tin tưởng được."

## Tác phẩm
- George Adamski: The Untold Story. Viết chung với Lou Zinsstag. Beckenham: Ceti, 1983. ISBN 978-0950841403. Với lời tựa của Marcia Falkender, Baroness Falkender.
- Above Top Secret. Sidgwick & Jackson, 1987. ISBN 978-0283994968.[15][20][21][22][23][24] Với lời tựa của Peter Hill-Norton.[25]
- Alien Liaison. Century, 1991. ISBN 978-0712621946.
- Alien Update. Edited by Good. Arrow, 1993. ISBN 978-0099257615.
- Beyond Top Secret. Sidgwick & Jackson, 1996. ISBN 978-0283062452.[26] Với lời tựa của Peter Hill-Norton.
- Alien Base. Century, 1998. ISBN 978-0712678124.
- Unearthly Disclosure. Century, 2000. ISBN 9780712684651. Với lời tựa của Peter Hill-Norton.
- Need to Know. Sidgwick & Jackson, 2006. ISBN 978-0330442961.[2]
- Earth: an Alien Enterprise. Pegasus, 2013. ISBN 978-1605986388.